# Kino (Bewegung)
Kino [kiˈno] (von altgriechisch κίνησις kinesis für Bewegung) ist eine internationale Bewegung von Filmschaffenden.

## Konzept und Verbreitung
Ihre Mitglieder (frz. kinoïtes) treffen sich monatlich in lokal organisierten Gruppen, zeigen ihre vorwiegend nicht-kommerziell produzierten Filme auf Leinwand und geben sich gegenseitig Feedback. Die Vorführungen sind öffentlich zugänglich und werden auch von Nicht-Mitgliedern zur Präsentation ihrer Filme genutzt, da grundsätzlich jeder mitgebrachte Film gezeigt werden soll.
Die Kino-Bewegung wurde 1999 in Montréal von Christian Laurence gegründet. Noch heute ist die kanadische Provinz Québec die Region mit der höchsten Dichte an Ortsgruppen. Die Kino-Bewegung ist weltweit in über siebzig Städten aktiv.
Außerhalb Kanadas gibt es Kino-Filialen in den USA und Mexiko, in mehreren europäischen Staaten (darunter in Deutschland, Österreich und der Schweiz), in Benin, Réunion und Senegal sowie in Australien.

## Kino Kabaret
Das Kino Kabaret [sic.] ist ein Treffen von kinoïtes, Nachwuchsfilmern und Profis aus aller Welt. Ziel des Treffens ist es, innerhalb von 48 oder 60 Stunden in Kleingruppen einen Kurzfilm zu produzieren. Es geht hierbei nicht um einen Wettbewerb oder eine Wertung der Filme, sondern um dem Spaß am Filmemachen und das gegenseitige Lernen. Am Ende dieser Zeit werden die Filme in einem öffentlichen Kino aufgeführt. Mit den üblichen 50–100 Teilnehmern entstehen so etwa 15–40 Kurzfilme zwischen 5 Sekunden und 10 Minuten Länge. Häufig gibt es mehrere dieser Runden hintereinander, also bspw. 3× 48 Stunden, sodass ein Kino Kabaret rund eine Woche lang geht.
Schlafentzug und Filmschnitt bis kurz vor die jeweilige Vorführung charakterisierten diese Arbeitsweise. Improvisationskunst und Spontaneität stehen im Vordergrund. Die allermeisten Kurzfilme dieser Art kommen nahezu völlig ohne Budget aus. Daher auch das Motto der Kino-Bewegung: „Do well with nothing, do better with little and do it right NOW!“
Häufig reisen kinoïtes extra für das Kino Kabaret in andere Städte oder gar Länder. Die lokalen Teilnehmer bieten meist Schlafplätze an (Couchsurfing), was erneut zeigt, dass die Gemeinschaft und die geteilte Freude am Filmemachen im Vordergrund steht.
Mitunter bestehen die Vorführungen aus Stummfilmen, die von Live-Musik begleitet werden und so die filmhistorischen Anfänge widerspiegelt.
Manche Kino Kabarets finden im Vorfeld eines bestehenden Filmfestivals vor Ort statt, auf dem die Kabaret-Filme dann außer Konkurrenz gezeigt werden (Dresden, Wien, Hamburg).
In Deutschland gibt es Kino Kabarets jeweils einmal im Jahr in Dresden (April), Hamburg (Mai, außer 2014), Mainz (Juli/August), Jena (August) und Berlin (August/September).
In Österreich fanden von 2004 bis 2019 sogenannte „Kino Dynamique“ statt, welche von der von Philipp Kaindl mitgegründeten Gruppe kino5 veranstaltet wurden und teilweise im Zuge des Wiener Kurzfilmfestival Vienna Independent Shorts abgehalten wurden. Abseits der Wiener Gruppe waren folgende Gruppen in Österreich aktiv: Kino CunTRa in Graz, Kinophilia in Linz und Kino Dramawas in Innsbruck.
Kino Berlino
Kino Berlino ist neben dem Hamburger Kabaret das größte Kino Kabaret Deutschlands. Die Berliner Gruppe KinoBerlino existiert seit 2004. In Kooperation mit dem Interfilm Berlin Festival entstanden im November 2005 zahlreiche sehenswerte Kleinode. Im September 2006 trafen sich Enthusiasten aus Deutschland, Kanada, Polen, Belgien und UK erneut im ACUD. In einem Warm-up wurden zu Gedichten und Prosazeilen aus der Zeitschrift Verstärker Nr. 16 Stummfilme hergestellt innerhalb eines Tages. In der darauffolgenden Woche zog man zum Kabaret die Themen aus dem Hut. KinoBerlino hat sich zum Nexus für freie Filmemacher entwickelt und lockt alljährlich über 100 Kreative an zum KinoKabaret, das seit 2009 im Jugendclub ELOK gastiert.
Darüber hinaus finden monatliche offene Filmvorführungen im Kino Moviemento statt.
Zu den von KinoBerlino inspirierten Gruppen gehören die Teams in Prag, Warschau, Prizren, Moskau, Dublin, Rom, Graz und weiteren Städten.
weitere Kino Kabarets
Seit 2006 gibt es außerdem in Mainz ein jährlich stattfindendes Kino Kabaret mit stetig wachsenden Teilnehmerzahlen.
Weitere sehr erfolgreiche Gruppen befinden sich in Hamburg, Dresden und Jena und München.
2014 wird es erstmals keine Kino Kabaret in Hamburg geben, da die Location „Gängeviertel“ umgebaut wird.
In Stuttgart bemüht sich aktuell das Studentenkino Filmrausch um ein eigenes jährliches Kabaret.
Die Kino Kabarets in Wien und Jena nennen sich „Kino Dynamique“ anstatt Kino Kabaret.